# Kanumagazin
Die Zeitschrift Kanumagazin (Eigenschreibweise: KANUmagazin, auch: KANU) wurde im Jahr 1994 gegründet und gehörte bis 2009 zur Sport + Freizeit Verlag GmbH & Co.KG., die seit dem Jahr 2000 eine Tochtergesellschaft der Motor Presse Stuttgart ist. Seit Januar 2010 wird die Zeitschrift vom Atlas Verlag, München, herausgegeben. Sie erscheint achtmal im Jahr (Februar bis September). Chefredakteur war von 2010 bis 2016 Michael Neumann. Seither leitet Lars Brinkmann die Redaktion mit Alexander Kassler als Stellvertreter.
Neben Artikeln zu Neuigkeiten und Events im Kanusport werden hauptsächlich Touren und Reviere beschrieben. Tests und Workshops komplettieren das Angebot.
Auf der Website gibt es zusätzlich einen Gebrauchtmarkt, eine Gefahren-Hotline, Suchmeldungen für verlorene oder gefundene Ausrüstung und einen ausführlichen Veranstaltungskalender.